# 佐藤文香 (社会学者)
佐藤 文香（さとう ふみか、1972年 - ）は、日本の社会学者。一橋大学大学院社会学研究科教授。専門はジェンダー研究。第6回女性学研究国際奨励賞受賞。

## 略歴
慶應義塾大学環境情報学部卒業。慶應義塾大学大学院政策・メディア研究科より博士（学術）の学位を取得。日本学術振興会特別研究員、ハーバード燕京研究所客員研究員などを経て、2015年より現職。
2006年国際女性学会第6回女性学研究国際奨励賞受賞。2023年5月、著書『女性兵士という難問 ジェンダーから問う戦争・軍隊の社会学』で、第15回昭和女子大学女性文化研究賞（坂東眞理子基金）を受賞した。

## 学歴
- 1995年3月 慶應義塾大学環境情報学部卒業
- 1997年3月 慶應義塾大学大学院政策・メディア研究科修士課程修了
- 2000年3月 慶應義塾大学大学院政策・メディア研究科博士課程単位取得退学
- 2002年12月 博士（学術）の学位を取得

## 職歴
- 1998年4月 - 2003年3月 明治学院大学国際学部非常勤講師
- 2000年4月 - 2003年3月 日本学術振興会特別研究員
- 2002年4月 - 2003年3月 成蹊大学文学部非常勤講師
- 2002年4月 - 2003年3月 武蔵大学社会学部非常勤講師
- 2003年4月 - 2005年3月 中部大学人文学部専任講師
- 2004年4月 - 2004年9月 愛知大学文学部非常勤講師
- 2004年9月 - 2005年3月 金城学院大学生活環境学部非常勤講師
- 2005年4月 - 2007年3月 一橋大学大学院社会学研究科助教授
- 2007年4月 - 2015年3月 一橋大学大学院社会学研究科准教授（名称変更）
- 2011年8月 - 2012年6月 ハーバード燕京研究所客員研究員
- 2015年4月 - 一橋大学大学院社会学研究科教授

## 著書

### 単著
- 『軍事組織とジェンダー 自衛隊の女性たち』慶應義塾大学出版会、2004年12月20日。ISBN 978-4-7664-1125-6。
- 『女性兵士という難問 ジェンダーから問う戦争・軍隊の社会学』慶應義塾大学出版会、2022年7月20日。ISBN 978-4-7664-2835-3。（電子版あり） - 第15回昭和女子大学女性文化研究賞（坂東眞理子基金）を受賞した[5]。

### 訳著
- シンシア・エンロー 著、上野千鶴子（監訳） 訳『 [策略 女性を軍事化する国際政治]』岩波書店、2006年3月23日。ISBN 9784000230155。

#### 監訳
- メアリー・ルイーズ・ロバーツ 著、西川美樹 訳『 [兵士とセックス 第二次世界大戦下のフランスで米兵は何をしたのか？]』明石書店、2015年8月31日。ISBN 9784750342344。
- シンシア・エンロー『 [〈家父長制〉は無敵じゃない 日常からさぐるフェミニストの国際政治]』岩波書店、2020年10月16日。ISBN 9784000614252。

### 共著
- 『挑戦するフェミニズム――ネオリベラリズムとグローバリゼーションを超えて』（有斐閣、2024年、他著者：江原由美子, 上野千鶴子, 足立眞理子, 伊田久美子, 岡野八代, 大沢真理, 山根純佳, 阿部彩, 金井郁, 佐藤文香, 児玉谷レミ, 三浦まり、担当：「第9章 フェミニズムと戦争・軍隊――２１世紀の新たな難問」)

### 監修
- 一橋大学社会学部佐藤文香ゼミ生一同『ジェンダーについて大学生が真剣に考えてみた あなたがあなたらしくいられるための29問』明石書店、2019年6月21日。ISBN 9784750348520。（電子版あり）